# Comuna Sorokî-Lvivski, Pustomîtî
Sorokî-Lvivski (în ucraineană Сороки-Львівські) este o comună în raionul Pustomîtî, regiunea Liov, Ucraina, formată din satele Murovane și Sorokî-Lvivski (reședința).

## Demografie
Componența lingvistică a comunei Sorokî-Lvivski
     Ucraineană (99,48%)
     Alte limbi (0,49%)
Conform recensământului din 2001, majoritatea populației comunei Sorokî-Lvivski era vorbitoare de ucraineană (99,48%), existând în minoritate și vorbitori de alte limbi.